# Route 26 (Alberta)
La Route 26 est une route du centre de l'Alberta reliant la route 13 à Camrose à la route 14 près de Kinsella. La route suit la 12th Correction Line sur toute sa longueur et ne traverse aucune communauté à l'est de Camrose.

## Description du tracé
La route 26 débute dans les limites est de Camrose où elle se sépare de la route 13 en se dirigeant vers l'est. La route 26 croise d'abord le terminus nord de la route 56 avant de poursuivre vers l'est en croisant les routes 854, 855 et 857. Elle rencontre ensuite la route 36 environ 12 km (7 mi) au sud-ouest de Viking et les routes forment un multiplex sur 3 km (2 mi) avant de se séparer. La route 26 continue ensuite vers l'est jusqu'à son terminus est à la route 14, environ 4 km (2 mi) à l'ouest de Kinsella,.

## Intersections majeures
| Municipalité rurale / spécialisée | Ville            | km                                | Destinations                             | Notes                    |
| --------------------------------- | ---------------- | --------------------------------- | ---------------------------------------- | ------------------------ |
| Ville de Camrose                  | Ville de Camrose | 0,00                              | AB-13 (48 Avenue) – Wetaskiwin, Provost  |                          |
| Comté de Camrose                  |                  | 5,80                              | AB-56 sud – Stettler                     | Terminus nord de l'AB-56 |
| Comté de Camrose                  | 11,00            | AB-834 nord – Round Hill, Tofield | Terminus sud de l'AB-834                 |                          |
| Comté de Camrose                  | 23,90            | AB-854 – Ryley, Bawlf             |                                          |                          |
| Comté de Beaver                   |                  | 36,90                             | AB-855 – Holden, Daysland                |                          |
| Comté de Beaver                   | 50,20            | AB-857 nord – Bruce               | Terminus sud de l'AB-857                 |                          |
| Comté de Beaver                   | 64,10            | AB-36 sud – Killam                | Terminus ouest du multiplex avec l'AB-36 |                          |
| Comté de Beaver                   | 68,00            | AB-36 nord – Viking, Two Hills    | Terminus est du multiplex avec l'AB-36   |                          |
| Comté de Beaver                   | 82,00            | AB-14 – Edmonton, Wainwright      |                                          |                          |
| - Terminus de multiplex           |                  |                                   |                                          |                          |